# NGVB
De NGVB (Nieuwe Generatie Voetbal Bond) is een Surinaamse voetbalbond die werd opgericht op 1 januari 1930. Het is een van de lidbonden van de Surinaamse Voetbal Bond.

## Geschiedenis
De NGVB werd op 10 augustus 1924 opgericht als de KVB (Katholieke Voetbal Bond) en wijzigde van naam in NGVB op 1 januari 1930. Op dat moment stond de afkorting nog voor Nederlandsch Guyana Voetbal Bond. Met de SVB was het een van de twee leidende voetbalbonden van het land waartussen zich een sterke rivaliteit bevond. De NGVB had een eigen competitie met zeven clubs en organiseerde de Neptune Beker, het Olympia Toernooi en de Anna Margaretha-wedstrijd. Daarnaast werden wedstrijden gespeeld tegen het nationale elftal van Brits-Guyana.
Parallel fungeerde de Surinaamse Voetbal Bond (SVB) die in 1920 was opgericht en in die jaren al lid was van de internationale voetbalfederatie FIFA. Hierdoor kon de SVB als enige Surinaamse voetbalbond uitkomen tijdens internationaal erkende wedstrijden.
De relevantie van de NGVB liep terug en in 1954 sloot het zich aan als lidbond bij de SVB. De NGVB was verantwoordelijk voor het organiseren van toernooien en competitiewedstrijden tussen de jeugdteams van de verschillende clubs en districten in het land. De betekenis van de afkorting werd gewijzigd in Nieuwe Generatie Voetbal Bond.
Martin Dongen trad in 1961 toe tot de NGVB en kreeg de leiding over de jeugdafdeling. Het speelveld van de verenigingen was versleten en er kwam een nieuwe voorziening die op zondag 4 juni 1961 werd geopend als het NGVB-Stadion. Dit stadion werd na het overlijden van Mgr. Aloysius Zichem (1933-2016) van naam gewijzigd in het Mgr. Aloysius Zichem Sportcentrum.